# Gadiminchenahalli, Sidlaghatta
Gadiminchenahalli là một làng thuộc tehsil Sidlaghatta, huyện Kolar, bang Karnataka, Ấn Độ.